# Sonnenschein (roman)
Vous pouvez aider à l'améliorer ou bien discuter des problèmes sur sa page de discussion.
- Le fond est à vérifier. Si vous venez d’apposer le bandeau, merci d’indiquer ici les points à vérifier. (Marqué depuis février 2020)

Vous pouvez aider à l'améliorer ou bien discuter des problèmes sur sa page de discussion.
- Il ne s’appuie pas, ou pas assez, sur des sources secondaires ou tertiaires. (Marqué depuis février 2020)
- Il comporte trop de citations, ou des citations trop longues, au point qu'elles peuvent contrevenir à l'un des principes fondateurs de Wikipédia. Pour l’améliorer, il convient, si ces citations présentent un intérêt encyclopédique et sont correctement sourcées, de les intégrer au corps du texte en les ramenant à une longueur plus raisonnable. (Marqué depuis février 2020)

- Archive Wikiwix
- Bing
- Cairn
- DuckDuckGo
- E. Universalis
- Gallica
- Google
- G. Books
- G. News
- G. Scholar
- Persée
- Qwant
- (zh) Baidu
- (ru) Yandex
- (wd) trouver des œuvres sur Wikidata

Sonnenschein est un roman croate de Daša Drndić, publié en 2007. 
Il est traduit et édité en français par les Éditions Gallimard en 2013.

## Titre
Le titre, Sonnenschein, non traduit en général, signifie ensoleillement, au sens d' éclairement (scheinen) par le soleil (Sonne), sans éclat ni insolation, mais comme lumière solaire posée sur quelque chose resté (trop longtemps) dans l'ombre ou l'obscurité.
« Un instant suffit pour déverrouiller le secret de la vie, or la seule et unique clé de tous les secrets c'est l'Histoire, cette éternelle répétition et de beau nom de l'horreur » (en exergue, extrait de Jorge Luis Borges).

## Texte et contexte
L'auteur présente le texte comme un roman documentaire au sens de roman habité par l'Histoire, comme U.S.A. (1933, John Dos Passos), Classé sans suite (2015, Claudio Magris), Retour à Lemberg (2016, Philippe Sands), ou Dora Bruder (1997, Patrick Modiano), Goetz et Meyer (1998, David Albahari), et quelques autres. Le texte est ainsi, aussi et d'abord, une synthèse d'une compilation de sources, menant à diverses quasi-vérités individuelles (subjectives) au milieu d'informations totalement vérifiables, parce qu'historiquement objectives, au sens de corroborées par des documents authentiques, comme dans une enquête d'investigation (historique ou policière).
Le narrateur, extérieur à l'action, impliqué, anonyme, double de l'auteur, mène une longue et patiente enquête d'historien, pour établir et transmettre le parcours de vie du personnage principal, sur des bases objectives, archives (familiales, locales, régionales, nationales et internationales). Il reconstitue ainsi ce que individus, familles et communautés ont cru pouvoir (ou devoir) taire (ou occulter, ou oublier) : dévoilement, mise en lumière, révélation, au sens d'Aufklärung, Haskala ou Lumières : « De menues histoires ne cessent de monter à la surface » (p. 119).
Dans cette quête, sont évoqués, au gré des pistes qui s'ouvrent ou se referment, les lieux et centres d'archives suivants :
- les Archives fédérales (Allemagne), de Berlin-Lichterfelde (p. 449),
- le Service central d’enquêtes sur les crimes nationaux-socialistes de Ludwigsburg (p. 450),
- le Service international de recherches (ITS) de Bad Arolsen, à l'accès réservé aux seules personnes habilitées par le Comité international de la Croix-Rouge, et dont les archives sont accessibles seulement depuis 2006 aux historiens non-CICR (p. 357),
- le Château Oberweis (de) de Laakirchen (Gmunden, Haute-Autriche), un des centres Lebensborn (p. 425),
- les archives du Vatican, surtout les Archives secrètes du Vatican (p. 403),
- et autres, dont des sites internet, remerciés et référencés (pp. 511-513).

« Pour la plupart des gens, les soumis, les muets, ceux qui se tiennent à l'écart, les bystanders, la vie devient une petite valise bouclée que l'on n'ouvre pas, un bagage qui n'ira nulle part, dans lequel tout est bien rangé — jours, larmes, décès et menues joies qui exhalent une odeur de moisi. [...] Les bystanders, c'est nous. Depuis soixante ans déjà, ces spectateurs aveugles s'écrient, la main sur le cœur, « nous sommes innocents car nous ne savions pas, [...], ces conformistes, ces complices du mal » » (p. 118). Le terme français de suiveur, au sens de conformiste, rendrait bien compte de ce concept de Mitläufer.
Parmi eux, ceux qui ont pris leur carte au parti nazi (dont Herbert von Karajan ou Gustav Schwarzenegger, père d'Arnold Schwarzenegger (p. 491)) ou au parti fasciste : « La famille Tedeschi est une famille civile de bystanders, qui sait se taire, et qui, quand elle ne se tait pas, adhère au fascisme » (p. 121).
Ou encore la hiérarchie de l'Église catholique, dont les papes Pie XII (Pacelli), Jean XXIII (Roncali) et Benoît XVI (Ratzinger, ou Rottweiler), quand il s'agit de protéger (restituer ou ne pas restituer) les 8 000 enfants juifs baptisés pendant la guerre (pp. 402-408).
Parmi les dossiers, outre ceux prévisibles et réduits d'Adolf Hitler, Martin Bormann et de Benito Mussolini, celui des autorités allemandes locales de l'époque, dont l'Obergruppenführer Friedrich Rainer (1903-1947) (p. 144, Odilo Globocnik (1904-1945), Franz Stangl (1908-1971), Kurt Franz (1914-1998), avec leur passé, par exemple à Treblinka et leur parcours (pour certains) après guerre (dont Horst Schumann), et la « liste incomplète des 46 anciens agents de l'Aktion T4 1943 mutés à Trieste et dans les environs (OZAK) » (p. 301, Centre d'extermination nazi de Pirna-Sonnenstein), avec la courte biographie d'une trentaine d'entre eux (pp. 305-342), toutes personnes qu'a pu fréquenter le personnage principal à la Casa Germanica, 15, Via Nizza (it), Trieste.
Le procès de la Risiera di San Sabba se tient enfin en 1976 : « le banc des accusés est vide » (p. 298).
Les recherches sur le programme secret Lebensborn (Fontaines de vie) s'avèrent difficiles, mais des enfants Lebensborn se rencontrent : Hans Traube (p. 420), Beate Niemann (fille de Bruno Sattler), Aloizy Twardescki, Alexander Peters... avec la figure aryenne de la propagande nazie, Hessy Levinsons Taft, et le passeur-catalyseur de la colère, Thomas Bernhard (1931-1989), de Gmunden.
Et tellement d'enfants de ces années-là ont été traumatisés, disloqués : Helga Schneider, Karl-Otto Saur (fils de Karl Saur), Serge Klarsfeld, Beate Klarsfeld-Künzel (p. 488), Niklas Frank (en) et Michael Frank (fils de Hans Frank), Tom Stoppard, Madeleine Albright (p. 121).
Le texte est illustré d'images d'époque (dessins, photographies) concernant camps, bâtiments disparus, actrices de cinéma (Kristina Söderbaum, Käthe von Nagy, Marika Rökk...), auteurs (Felix Salten et son Bambi, Karl May, France Bevk (de)), mais aussi le salon Kitty, la poupée Borghilda (p. 128), les poupées de Nuremberg (p. 378) Ces poupées des camps ressemblent à celles de Bellmer, mais en plus petit, dit Jarmusch. Qui est Bellmer ? demande Haya (p. 382), le cépage picolit (p. 418).
Parmi les personnes citées réputées innocentes : Romain Rolland (1866-1944), Umberto Saba (1883-1957), Carlo Michelstaedter (1887-1910), Jean Giono (1895-1970) (p. 185), Artur Gold (en) (1897-1943), Hans Bellmer (1902-1975), Renato Caccioppoli (1904-1959), Zoran Mušič (1909-2005), Franco Basaglia (1924-1980), Claude Lanzmann (1925-2018), Pierre Goldman (1944-1979)... Les personnages de Kierkegaard, Pound ou Aldo Moro, soulèvent d'autres questions.

## Trame narrative
Le récit s'achève (presque) le 3 juillet 2006 (p. 411), à Gorizia, où réside une vieille dame fictive, Haya Tedeschi, née le 9 février 1923 à Gorizia, « une vieille en bonne santé » (p. 409) : « Depuis soixante-deux ans elle attend » (incipit, p. 9) un signe positif concernant la disparition de son enfant unique, Antonio Toni Tedeschi, né à Görz (Adriatisches Küstenland / Côte adriatique, 1943-1945) le 2 février 1944, enlevé le 13 avril 1945, lors de la fin de la zone d'opérations de la côte Adriatique.
Avant la naissance, elle a été jeune, amoureuse, heureuse peut-être, même en temps de guerre. Depuis la disparition de son enfant, elle vit, ou survit, travaille, rencontre des gens, se tait, écrit à la Croix-Rouge.
L'autre date importante pour le personnage principal, professeure retraitée de mathématiques, est 1991, époque où elle reçoit un courrier d'un ancien élève (p. 153) : Roberto Piazza, qui s'occupe d'illustrer un livre sur les notabilités de Gorizia, lui reproche son silence obstiné (à l'époque 1971-1976) sur le passé récent de Gorizia, et particulièrement sur le sort du mathématicien napolitain Renato Caccioppoli (1904-1959, p. 155), et lui envoie un exemplaire du petit livre de Claudio Magris, Une autre mer (Un altro mare, 1991), qui lui a permis de comprendre qu'« à Gorizia s'entremêlent aujourd'hui encore des fils dont il est impossible de démêler les bouts, des fils inextricablement enchevêtrés dont la pelote recèle toute une histoire larvée » (p. 154), dont une partie de sa famille disparue à la Risiera di San Sabba, tout comme 43 membres de la famille Tedeschi. Il joint la liste de 9 000 Juifs déportés d'Italie ou assassinés en Italie, citée intégralement (pp. 199-281). À partir de là, la retraitée, grâce à un ordinateur, puis par internet, peut reprendre espoir, revisiter son passé, affiner ses recherches : « Haya sent pousser en son sein un petit cimetière aux stèles penchées. [...] J'ai de la peine à respirer » (p. 161). Et pourtant, dès 1976, elle est partie visiter la Risiera di San Sabba avec un appareil photo.
Enfant, elle suit sa famille, confiante dans les autorités italiennes, de l'Empire colonial italien à la République sociale italienne (RSI, ou République de Salò), en spectateurs aveugles. Adulte puis retraitée, elle lit énormément, accumule les fiches sur la famille (arbres généalogiques des Baar et des Tedeschi (pp. 15-16)), les lieux (Gorizia/Görz, l'Isonzo/Soča, l'Albanie, Milan, Trieste), les camps (Auschwitz, Treblinka), les centres de ressources, les personnes. Elle cumule les enterrements, dont celui de sa mère, Ada Baar, amie de Umberto Saba, à l'hôpital psychiatrique de Gorizia.
De son côté nord des Alpes, pas si loin de l' Alpenland (autre nom du Château d'Oberweis, Gmunden, Autriche), le jeune Hans Traube, très officiellement né le 1er octobre 1944 à Salzbourg (p. 420), photographe, informé par sa mère adoptive avant de mourir, recherche sa véritable mère : « Lorsque j'écrirai sur le rôle joué par ma mère dans l'histoire universelle de l'infamie, je ne saurai pas qui, de ma mère ou de moi, s'est promené dans la rizerie de San Sabba » (p. 507)...

## Personnages
- Haya Tedeschi (1923-),
- Ada Baar (1900-1962), mère d'Haya, Nora, Paula, Oreste, et la parenté Baar (et Brasic),
- Florian Tedeschi (1899-1972), père d'Haya (etc), et la parenté Tedeschi (et Finzi),
- Antonio Toni Tedeschi (1944-)...

## Éditions
- Sonnenschein (Éditions Gallimard, 2013), 388 pages  (ISBN 978-2-070-12-443-5)
- Trieste, pour la traduction en anglais

## Réception
Les réceptions à ce roman sont favorables, qu'elles soient anglophones,,, italophones ou francophones,,,.
 

## Récompenses
- 2007 : Prix Kiklop 2007
- 2007 : Prix Fran Galović 2007